# Lectura feminista de la obra de Sor Juana Inés de la Cruz

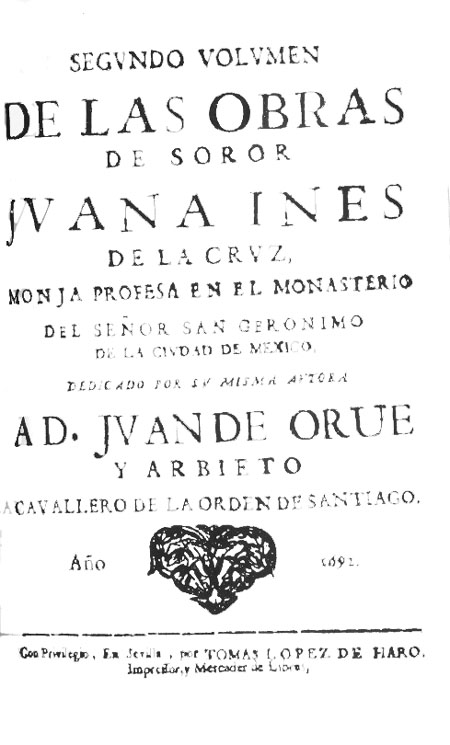
Segundo tomo de las obras de sor Juana Inés de la Cruz, monja profesa en el monasterio del señor San Jerónimo de la Ciudad de México, dedicado por la autora a D. Juan de Orúe y Orbieto, caballero de la Orden de Santiago. Sevilla, Tomás López de Haro, 1692.

La lectura feminista de la obra de Sor Juana Inés de la Cruz está enmarcada en el análisis desde la perspectiva moderna del siglo XX a partir de la conceptualización del feminismo y el desarrollo de los estudios feministas y de los estudios de género.

Para valorar la obra de Sor Juana a la luz de los análisis feministas contemporáneos es necesario llevar a cabo una lectura problemática. Por cierto, hablar del feminismo de Sor Juana Inés de la Cruz es  tópico.  Octavio Paz, en su monumental biografía, la considera, sin ningún titubeo, una “feminista”. También Dorothy Schons, Jean Franco, M. Isabel Santa Cruz, Ramón Xirau (entre otros estudiosos) la tildan de feminista. Asimismo, la cineasta argentina María Luisa Bemberg, en el film Yo, la peor de todas, la retrata, con fuertes y controvertibles trazos, como una feminista de fuste. Pero, ¿es pertinente aplicar ese calificativo a Sor Juana Inés? Y si es así, ¿en qué consiste su feminismo?

Este es el sentido de los siguientes epígrafes: lectura feminista y lecturas desde el feminismo o estudios de género.

## Lectura feminista
La académica Dorothy Schons que recupera a mediados de los años 20 y 30 del siglo XX en EE. UU. la figura olvidada de sor Juana Inés de la Cruz en Estados Unidos la considera "la primera feminista en el Nuevo Mundo" reivindicando el derecho a la educación y al conocimiento de las mujeres doscientos años antes de la lucha de las sufragistas como Susan B. Anthony.
Entre quienes han estudiado la figura y la obra de Sor Juana Inés de la Cruz, ha habido discusión sobre el presunto feminismo que cierto sector de la crítica le atribuye a la monja. Desde una perspectiva feminista la Respuesta a Sor Filotea de la Cruz y la redondilla Hombres necios, son textos pioneros en la reivindicación de los derechos de las mujeres y la liberación femenina. Otros eruditos, principalmente el académico mexicano Antonio Alatorre, refutan esta teoría. Para Alatorre, la redondilla satírica en cuestión carece de rastros feministas, y ofrece en cambio un ataque moral que señala la hipocresía de los hombres seductores, cuyos precedentes pueden encontrarse en autores como Juan Ruiz de Alarcón: no era nada nuevo atacar la hipocresía moral de los hombres con respecto a las mujeres. Según su análisis, la Respuesta solo se limita a exigir el derecho a la educación de la mujer, pero restringiéndose a las costumbres de la época. No se trata de una crítica directa; es una defensa personal, a su derecho al saber, al conocimiento, a la natural inclinación por el saber que le otorgó Dios.
Para Stephanie Marrim, no puede hablarse de feminismo en la obra de la monja, pues solo se limitó a defenderse: las alusiones feministas de su obra son estrictamente personales, no colectivas. Según Alatorre, Sor Juana decidió neutralizar simbólicamente su sexualidad a través del hábito de monja. Sobre el matrimonio y su ingreso al convento, la Respuesta afirma:

Aunque conocía que tenía el estado cosas […] muchas repugnantes a mi genio, con todo, para la total negación que tenía al matrimonio, era lo menos desproporcionado y lo más decente que podía elegir en materia de la seguridad que deseaba de mi salvación.

De acuerdo con la mayoría de los filólogos, Sor Juana abogó por la igualdad de los sexos y por el derecho de la mujer a adquirir conocimientos. El mismo Alatorre lo reconoce: «Sor Juana, la pionera indiscutible —por lo menos en el mundo hispanohablante— del movimiento moderno de liberación femenina».
En esta misma línea, la estudiosa Rosa Perelmuter, al analizar diversos rasgos de la poesía sorjuanesca —la defensa de los derechos de la mujer, sus experiencias personales y una relativa misandria— concluye que Sor Juana privilegió siempre el uso de la voz neutra en su poesía, a fin de lograr una mejor recepción y crítica.
El Primero sueño, la obra lírica más famosa de Sor Juana, incluye sendas alusiones a fluidos corporales femeninos, como la menstruación o la lactancia. En la tradición literaria medieval se creía que el flujo menstrual alimentaba al feto y luego se convertía en leche materna; esta coyuntura es aprovechada por la poetisa para recalcar el importantísimo papel de la mujer en el ciclo de la vida, creando una simbiosis que permita identificar el proceso con un don divino.
Marcelino Menéndez y Pelayo y Octavio Paz consideran que la obra de Sor Juana rompe con todos los cánones de la literatura femenina. Desafía el conocimiento, se sumerge por completo en cuestiones epistemológicas ajenas a la mujer de esa época y muchas veces escribe en términos científicos, no religiosos.
De acuerdo con Electa Arenal, toda la producción de Sor Juana —especialmente El sueño y varios sonetos— refleja la intención de la poetisa de crear un universo, al menos literario, donde la mujer reinará por encima de todas las cosas. El carácter filosófico de estas obras le confiere a la monja la oportunidad invaluable de disertar sobre el papel de las mujeres, pero apegándose a su realidad social y a su momento histórico.

## Otras lecturas desde el feminismo
A finales del siglo XIX, la creación del término feminismo puso nombre al pensamiento crítico y a la lucha de las mujeres que se venía produciendo desde tiempo atrás.
Las investigaciones y los estudios de género demuestran que existe una larga genealogía del pensamiento feminista.
En el feminismo premoderno se sitúa el preciosismo. En la Francia del siglo XVII, los salones fueron el espacio público en el que las mujeres protagonizaron el movimiento literario y social conocido como preciosismo. Las preciosas revitalizaron la lengua francesa e impusieron nuevos estilos amorosos; establecieron, pues, sus normativas en un terreno en el que las mujeres rara vez habían decidido.

### Contexto: América Virreinal y Barroco
La obra de Sor Juana Inés de la Cruz que conocemos fue escrita por una mujer que en su adolescencia participó en las tertulias que se organizaban en la corte virreinal a las que acudían teólogos, filósofos, matemáticos, historiadores y todo tipo de humanistas, en su mayoría egresados o profesores de la Real y Pontificia Universidad de México.

Para Oliva Blanco, la especificidad de la aportación de los salones del XVII al feminismo radica en que "gracias a ellos la 'querelle féministe' deja de ser coto privado de teólogos y moralistas y pasa a ser un tema de opinión pública

En el contexto de la América Virreinal, Juana Inés decidió ser monja, eligiendo para ello la orden monástica de San Jerónimo.
En la compleja sociedad novohispana, la monja era la personificación del ideal femenino. Hasta el Concilio de Lima y la Cédula Real en 1588, no se permitió dar el velo a nativas ni mestizas, salvo contadas excepciones.

Pero junto a ellas proliferaban por todas partes beateríos y casas de recogimiento. No pocas de sus moradoras habrían merecido el título de religiosas, pero los prejuicios raciales, la escasez de recursos y el ordenamiento canónico de la época las privaron de él. Muchas vivían en comunidad, se ajustaban a las normas de una de las reglas aprobadas por la Iglesia y, con frecuencia, pronunciaban votos simples

 Este ideal se concretaba en los retratos al óleo de monjas coronadas, tan característicos del Barroco de Indias. Los cuadros los encargaban las familias y, en ocasiones, los conventos. La coronación era una ceremonia que celebraba el matrimonio místico con Dios, la muerte de la vida anterior para iniciar una nueva vida de unión espiritual. También celebraba la muerte natural, la buena muerte. Hay fotos de monjas coronadas vivas y muertas. De los varios retratos de Sor Juana Inés, se dice que uno es un autorretrato en el que, después, se inspiraron los artistas. A diferencia de los retratos de otras monjas, en el de Sor Juana hay libros e instrumentos científicos. 
En el monacato femenino, el voto de castidad consistía en una renuncia a la subjetividad religiosa en torno a la sexualidad, la negación de las experiencias corpóreas definitorias de la condición de mujer. Por el voto de obediencia renunciaba a su propia voluntad y albedrío libre. Debía obedecer a la jerarquía eclesiástica y a la civil en el complejo mundo del Barroco Colonial en el que el cumplimiento de las medidas adoptadas en el Concilio de Trento estaba custodiado por el Tribunal del Santo Oficio. A todo esto hay que añadir las disputas institucionales entre la universidad que reclama autonomía institucional frente a la Corona y la Iglesia y la universidad frente a los colegios jesuitas.
En su condición de monja, Juana Inés debía ser, en América, el reflejo de la imagen de María heredada del medievo europeo y difundida por un Barroco cultural como modelo de vida, un ejemplo a imitar por el resto de las mujeres casadas. Como religiosa, tenía que estar sometida a un confesor y director espiritual, no podía hacer interpretaciones de textos sagrados y debía cumplir las reglas de clausura.[cita requerida]
Sor Juana Inés fue monja y escribió, en este contexto, su obra.

frente a la actitud anómala de Juana respecto a lo que se espera de la mujer, se yergue la figura de Teresa sin desviarse un ápice de la norma

### Subjetividad
Yolanda Martínez San Miguel, analizando una selección de sonetos y villancicos, desarrolla su teoría sobre la subjetividad intelectual femenina, la belleza del amor cortés que se transforma en belleza del intelecto, como rasgo femenino.

La perspectiva femenina no se apropia del discurso pedagógico y escolástico para producir una epistemología exclusivamente feminista, sino que se incorpora en este lenguaje educativo para acceder y difundir un conocimiento dentro de las redes oficiales e institucionales que propagaban y sostenían el saber secular y religioso en la época. De este modo, los textos urden una subjetividad racional que se inserta en un corpus de saber existente y que añade, con su experiencia y su parcialidad, nuevas inflexiones a temas centrales para la epistemología de la época.

En pleno Barroco, Sor Juana Inés se atrevió a "tocar" las Escrituras con humorismo e ironía, y transformó la tradición cristiana medieval, el espejo mariano de ideal de belleza femenina en belleza del intelecto.

Esta categoría racional femenina también se traspone textualmente del espacio literario secular del amor cortés a la poesía religiosa y sacra de Sor Juana. Allí se postula lo que Linda Egan denomina como una «teología feminista»18. La misma se elabora de diversas maneras, pero destaco aquí dos de estas estrategias: (1) la alabanza de la capacidad intelectual en una serie de figuras femeninas sagradas, que replica los gestos de la poética amorosa que ya he comentado; y (2) la revisión de la teología misma para redefinir el lugar de la mujer en el campo intelectual, partiendo de la Virgen María como figura fundamental en la articulación de un sujeto teológico y epistemológico femenino.

### Conocer y participar
Sor Juana Inés de la Cruz dedicó gran parte de su vida al estudio, al conocimiento, y este fue el modelo de mujer que vindicaba y promovía en sus relaciones personales, epistolares o literarias, con el resto de las mujeres.

Pero desde otro punto de vista, Sor Juana puede ser considerada una feminista en la medida en que no sólo traspasó los límites conferidos por su época a las mujeres en general y a las monjas en especial, sino que como es manifiesto en su Respuesta también defendió la igual capacidad racional de mujeres, y varones, denunció la feminización de la ignorancia, rechazó el mandato de silencio a ellas dirigido y advirtió sobre el uso de doble criterio en las acusaciones que se hicieron.

### América
Villancicos en los que aparecen ritmos y palabras con que expresan su libertad los menospreciados en la América Colonial, villancicos a La Virgen morenica. Ugalde González afirma que la postura de Sor Juana Inés respecto a los indios es "sorprendente".

Cuando la mayoría de los eclesiásticos tendía a descalificar la religiosidad indígena prehispánica como cosa diabólica, nuestra autora la rescata dándole una importancia igual a la religión católica. La obra de Sor Juana demuestra que ella no sólo se interesó por la antigüedad clásica europea, sino que asimiló también la cultura de los antiguos mexicanos.

En su loa para el auto sacramental El Divino Narciso, Sor Juana secunda el punto de vista de los mexicanos.

De esta manera, al dar cabida en su obra a las distintas estrategias desde las que las mujeres lucharon durante el Barroco de Indias para romper el cerco de censura y de silencio del que daba cuenta Fray Luis, Sor Juana Inés de la Cruz está articulando la más revolucionaria de sus maniobras: la que sustituye en el linaje de mujeres sabias de la Respuesta por el más simple “mujeres”, punto de la partida de los primeros feminismos, que ella misma anticipa y demanda.